# Струкова, Татьяна Николаевна
Татьяна Николаевна Струкова (по мужу Левкиевская; 7 [19] августа 1897 — 22 мая 1981) — русская и советская актриса театра и кино. Заслуженная артистка РСФСР (1952).

## Биография
Татьяна Струкова родилась 7 (19) августа 1897 года в Москве в семье дворянина Николая Дмитриевича Струкова и драматической актрисы Варвары Ивановны Струковой. В 1915 году окончила гимназию Виноградской и поступила в театральную школу при театре имени Комиссаржевской, где играла и училась до 1918 года. Затем один сезон была артисткой передвижного фронтового театра Главполитпути НКПС. В 1920—1923 годах играла в Первом государственном детском театре.
В 1922—1926 годы училась в ГИТИСе, одновременно в 1924—1926 годах играла в театре имени Комиссаржевской, затем в 1925—1927 годах — в студии импровизации В. Л. Мчеледова.
В 1927—1930 годах — артистка Государственной профклубной мастерской.
В 1930—1937 годах — артистка театра Радиоцентра.
С 1937 года — артистка Центрального детского театра (сейчас Российский академический молодёжный театр), где с небольшим перерывом Струкова работала около 40 лет.
Снималась в кино, начиная с 1931 года. Наиболее заметные роли в фильмах «Механический предатель», «По щучьему велению», «Испытательный срок». Кроме этого, работала в озвучивании мультфильмов.
Муж, Вениамин Левкиевский, был осветителем и артистом теневого театра Мосгороно, позже стал актёром Центрального детского театра.
В 1977 году ушла на пенсию. Умерла в мае 1981 года. Похоронена в Москве на Калитниковском кладбище (6 участок).

### Семья
- Отец — Николай Дмитриевич Струков ( 1860-1924), дворянин, после Октябрьской революции 1917 года работал в коммунальном хозяйстве «Трамвайного парка имени П. М. Щепетильникова» (сейчас Миусский трамвайный парк) и преподавателем черчения.
- Мать — актриса Варвара Ивановна Струкова (ум. 1952). Работала 48 лет в театре (театр Корша и др.), последние годы жизни была руководительницей детского драмкружка.
- Муж — актёр Вениамин Кузьмич Левкиевский (ум. 1955).

## Награды
- Заслуженная артистка РСФСР (1952).

## Работы в театре
- «Без вины виноватые» — Галчиха
- «Не было ни гроша, да вдруг алтын» — Мигачёва
- «Её друзья» — директор школы
- «На дне» — Настя
- «Лес» — Улита и Гурмыжская
- «Горе от ума» — Хлёстова
- «Снежная королева» — Атаманша
- «Белеет парус одинокий» — мадам Стороженко
- «Баба Яга — костяная нога» — Баба Яга
- «Город мастеров» — бабушка Тафаро
- «Дорогие мои мальчишки» — Ангелина Никитична
- «Репка» — Жаба
- «Сказки Пушкина» — Старуха

## Фильмография

### Актриса
- 1931 — Механический предатель — Милиция Ивановна
- 1933 — Марионетки — 2-я придворная дама (нет в титрах)
- 1936 — О странностях любви — жена толстяка
- 1938 — По щучьему веленью — мамка
- 1960 — Испытательный срок — Ожерельева, старуха на печи (в титрах Т. Левкиевская-Струкова)
- 1962 — Как я был самостоятельным — эпизод
- 1967 — Огонь, вода и… медные трубы — гостья на свадьбе Кащея
- 1969 — Чайковский — графиня в эпизоде из «Пиковой дамы»
- 1969 — Тихая семейка — Жарнеза, тётя Николетты
- 1969 — Пять дней отдыха — вдова на кладбище (в титрах Н. Струкова)
- 1970 — Карлик Нос — старуха
- 1976 — Рамаяна — Мантхара

### Озвучивание
- 1953 — Лесной концерт — свинья (нет в титрах)
- 1955 — Заколдованный мальчик — гусыня Акка Кнебекайзе (в титрах указана как В. Струкова)
- 1958 — Мальчик из Неаполя — Ведьма (нет в титрах)
- 1959 — Приключения Буратино — крыса Шушара (нет в титрах)
- 1959 — Янтарный замок — меч-рыба, нянька морской царевны Юрате
- 1962 — Зелёный змий — Ведьма
- 1963 — Беги, ручеёк — Жаба
- 1974 — Огниво (аудиоспектакль, 1974) — Ведьма

## Аудиоспектакли
- 1950 — Её друзья (Виктор Розов) — Вера Николаевна, директор школы
- 1971 — Последнее приключение (отрывок из книги «Приключения Гекльберри Финна») — Мисс Уотсон
- 1971 — Длинные ночи на Большой реке (отрывок из книги «Приключения Гекльберри Финна») — Мисс Уотсон
- 1971 — Четверо на одном плоту (отрывок из книги «Приключения Гекльберри Финна») — Мисс Уотсон
- 1983 — Снежная королева — Атаманша